# Піски Каланшо
Піски Каланшо — частина Лівійської пустелі в Сахарі, в муніципалітеті Ель-Куфра, Киренаїка, на сході Лівії.